# Брегови (Кнежево)
Брегови су насељено мјесто у општини Кнежево, Република Српска, БиХ. Према попису становништва из 1991. у насељу је живјело 275 становника.

## Становништво
По посљедњем службеном попису становништва из 1991. године, насељено мјесто Брегови имало је 275 становника.
| Националност | 1991.      | 1981. | 1971. |
| Срби         | 275 (100%) |       |       |
| Укупно       | 275        | '     | '     |

| Демографија | Демографија | Демографија |
| Година      | Становника  | Становника  |
| ----------- | ----------- | ----------- |
| 1961.       | 472         |             |
| 1971.       | 777         |             |
| 1981.       | 617         |             |
| 1991.       | 267         |             |